# Stefano D'Orazio (album)
Stefano D'Orazio è il terzo e ultimo album del gruppo musicale italiano Vernice. È stato pubblicato nel 1995 da Epic Records.

## Descrizione
L'album comprende il brano Solo un brivido, che partecipa al Festivalbar 1995 e successivamente viene proposto da Stefano D'Orazio in chiusura dei suoi concerti, dopo l'uscita del cantante dal resto della band.

## Tracce
1. Dove stiamo andando (S.D'Orazio)
2. È stata dura (S.D'Orazio)
3. A.I.D. Associazione Italiana Deficienti (S.D'Orazio/R.Vecchi/S.D'Orazio)
4. Forever (S.D'Orazio/M.Conti)
5. È uno sballo (S.D'Orazio)
6. Niente di male (S.D'Orazio)
7. Fenomeno (S.D'Orazio)
8. Chissà (S.D'Orazio/R.Vecchi/S.D'Orazio)
9. Luna in viaggio (S.D'Orazio)
10. Solo un brivido (S.D'Orazio)
11. Niente di male Strong Remix (S.D'Orazio)